# Connecticut Open
Het Connecticut Open is een golftoernooi in de Verenigde Staten en maakte deel uit van de Amerikaanse PGA Tour, in de jaren 1930. Het toernooi vindt telkens plaats op verschillende golfbanen in de staat Connecticut. Het toernooi wordt georganiseerd door de Connecticut State Golf Association

## Winnaars
| - 1931 Henry Ciuci - 1932 Johnny Golden - 1933 Johnny Golden - 1934 Johnny Golden - 1935 Johnny Golden - 1936 Leo Mallory - 1937 Leo Mallory - 1938 Edward Burke - 1939 Harry Cooper - 1940 Harold H. Mandly, Jr. - 1941 Jimmy Demaret - 1942 Geen toernooi wegens WO II - 1943 Geen toernooi wegens WO II - 1944 Geen toernooi wegens WO II - 1945 Geen toernooi wegens WO II - 1946 Felice Torza - 1947 Frank Strazza - 1948 Frank Staszowski - 1949 Frank Staszowski - 1950 Harry Nettelbladt | - 1951 Harry Nettelbladt - 1952 J. Curtin - 1953 L. Brownlee - 1954 Ted Lenczyk - 1955 J. Galeski - 1956 Donald Hoenig - 1957 Donald Hoenig - 1958 Dick Siderowf - 1959 Dick Siderowf - 1960 Allan Breed - 1961 Eddie Kuna - 1962 Bob Cloughen - 1963 John Cleary - 1964 Bob Kay - 1965 Jerry Courville - 1966 Roy Pace - 1967 Roy Pace - 1968 Denny Lyons - 1969 Mike Ballo - 1970 John Gentile | - 1971 Robert Benson - 1972 Paul Kelly - 1973 Dick Siderowf - 1974 Austin Straub - 1975 James Becker - 1976 James Becker - 1977 Robert Benson - 1978 Mike Ballo - 1979 Doug Dalziel - 1980 Doug Dalziel - 1981 Ed Sabo - 1982 Ed Sabo - 1983 Ed Sabo - 1984 Jack McConachie - 1985 Ken Green - 1986 Mike Colandro - 1987 Kevin Giancola - 1988 Kevin Giancola - 1989 John Parsons - 1990 Michael Downey | - 1991 Mike Colandro - 1992 Ken Green - 1993 Michael Gilmore - 1994 Kevin Giancola - 1995 John Gentile - 1996 Brendan Walsh - 1997 Michael Gilmore - 1998 Kyle Gallo - 1999 Jay Rice - 2000 Kyle Gallo - 2001 John Paesani - 2002 James St. Pierre - 2003 Steve Sokol - 2004 Kyle Gallo - 2005 Nick Cook - 2006 Nick Cook - 2007 Jeff Curl - 2008 Jeff Hedden - 2009 Frank Bensel - 2010 Kyle Gallo | - 2011 Frank Bensel - 2012 Jason Caron - 2013 Jeff Curl |